# Massimo Mida
Massimo Mida, pseudonimo di Massimo Puccini (Falconara Marittima, 5 maggio 1917 – Roma, 21 aprile 1992), è stato un critico cinematografico, regista e sceneggiatore italiano.

## Biografia
Figlio dello scrittore Mario Puccini e fratello del regista Gianni Puccini e dell'ispanista Dario Puccini, prese il cognome di sua nonna come nome d'arte. Laureato in giurisprudenza e diplomato in regia al Centro sperimentale di cinematografia, in guerra lavorò per il "Centro cinematografico dell'Aeronautica". Fu critico cinematografico per Paese Sera e L'Unione Sarda. Sceneggiatore per Roberto Rossellini e Carlo Lizzani, dal 1951 fu regista di documentari (specie sulla pittura) e nel 1974 realizzò il film Il fratello.

## Filmografia
- Ai margini della metropoli - co-regista (1953)
- La città di Pavese - cortometraggio documentaristico (1960)
- Uomini e classi - cortometraggio documentaristico (1963)
- I misteri di Roma - documentario (1963)
- Michele Prisco - documentario (1963)
- Amore in 4 dimensioni - episodio "Amore e alfabeto" (1964)
- Bianco, rosso, giallo, rosa (1964)
- LSD - Inferno per pochi dollari - firmato come Mike Middleton (1967)
- Erzählungen aus der neuen Welt (1968)
- Il fratello - firmato come Massimo Mida Puccini (1974)

## Saggi
- Dai telefoni bianchi al neorealismo, con Lorenzo Quaglietti, Laterza, 1980.